# Distretto di Piła
Il distretto di Piła (in polacco powiat pilski) è un distretto polacco appartenente al voivodato della Grande Polonia.

## Geografia antropica

### Suddivisioni amministrative
Il distretto comprende 9 comuni.
- Comuni urbani: Piła
- Comuni urbano-rurali: Łobżenica, Ujście, Wyrzysk, Wysoka
- Comuni rurali: Białośliwie, Kaczory, Miasteczko Krajeńskie, Szydłowo